# Central-Gewerbe-Verein für Rheinland, Westfalen und benachbarte Bezirke
Der Central-Gewerbe-Verein für Rheinland, Westfalen und benachbarte Bezirke zu Düsseldorf, auch in den Schreibweisen Zentral-Gewerbe-Verein oder Zentralgewerbeverein, war ein Verein zur Wirtschaftsförderung von westdeutschem Gewerbe und Industrie. Ziel der am 27. Juni 1882 in Düsseldorf gegründeten Organisation war es insbesondere, deutsche Ware in Qualität und Gestaltung zu verbessern, um sie so gegen internationale Konkurrenz zu stärken. Der somit kunstgewerblich ausgerichtete Verein gründete Tochtervereine oder beteiligte sich an ihnen, unterstützte Ausstellungen, Vortragsveranstaltungen, Publikationen und Preisausschreiben, gab von 1883 bis 1917 das Westdeutsche Gewerbeblatt heraus, baute eine Museums- und Mustersammlung sowie eine Fachbibliothek auf und initiierte den Bau des Kunstgewerbemuseums Düsseldorf, wo neben Vorträgen, Dauer- und Wechselausstellungen auch fachliche Auskünfte, Zeichenunterricht und kunstgewerbliche Kurse gegeben wurden. Vorstandsvorsitzender war bis 1917 der Düsseldorfer Industrielle Heinrich Lueg. Langjähriger Direktor des Vereins und seines Kunstgewerbemuseums war der Kunsthistoriker Heinrich Frauberger. Durch sein Wirken in der Kunstgewerbebewegung gilt der im Jahr 1926 aufgelöste Verein als „Wegbereiter für die Ideen des Deutschen Werkbunds“.

## Geschichte

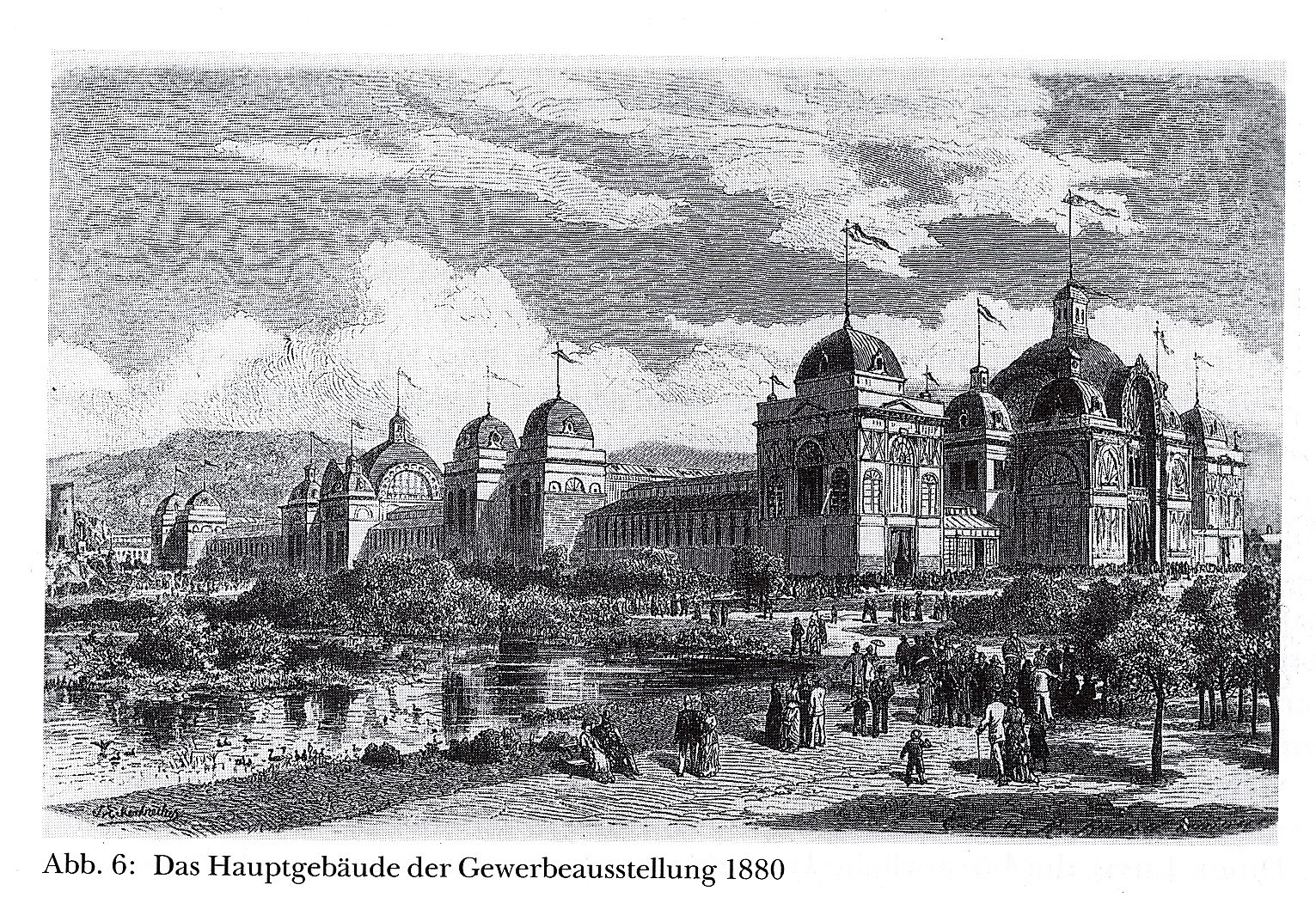
Hauptgebäude der Gewerbe-Ausstellung für Rheinland, Westfalen und benachbarte Bezirke, Düsseldorf 1880, Stich nach einer Zeichnung von Themistokles von Eckenbrecher

### Gründung
Nach der Provinzial-Gewerbe-Ausstellung für Rheinland und Westphalen des Jahres 1852 fand im Jahr 1880 mit der Gewerbe-Ausstellung für Rheinland, Westfalen und benachbarte Bezirke, die gleichzeitig als „IV. Allgemeine Kunstausstellung“ der Allgemeinen Deutschen Kunstgenossenschaft firmierte, erstmals wieder eine große Gewerbe-, Industrie- und Kunstausstellung in Düsseldorf statt, um die Leistungen der durch Hochindustrialisierung beträchtlich angewachsenen westdeutschen Wirtschaft und das künstlerische Schaffen zu präsentieren. Den Veranstaltern wurde im Laufe ihres Ausstellungsprojekts deutlich, dass dem „alten Kunstgewerbe“ eine besondere Bedeutung zukomme und dass „der Gedanke, das moderne Gewerbe durch das Studium der alten Vorbilder zu heben, […] in den letzten Jahren sehr stark hervorgetreten“ sei. Einen wirtschafts-, sozial- und kunstgeschichtlichen Hintergrund für diese Bemerkung bildete das gestiegene Interesse vieler Betriebe an künstlerisch ansprechend gestalteten Produkten, das beispielsweise in Großbritannien romantisch und historistisch inspirierte Theoretiker wie John Ruskin und William Morris auf den Plan gerufen und – von ihren Theorien beeinflusst – das Arts and Crafts Movement hervorgebracht hatte.
Der „unerwartet lebhafte Besuch“ der Ausstellung führte zu einem finanziellen Überschuss von rund 204.000 Mark, den das von Heinrich Lueg angeführte Hauptkomitee der Ausstellung durch Beschluss vom 10. Januar 1882 „zur Pflege und Förderung der gewerblichen und kunstgewerblichen Thätigkeit im Ausstellungsbezirk“ verwandt wissen wollte. Dazu sollte ein „Central-Gewerbe-Verein für den Ausstellungsbezirk“ – dieser Bezirk waren die Rheinprovinz und die Provinz Westfalen, die Hohenzollernschen Lande, der Regierungsbezirk Wiesbaden sowie die Fürstentümer Schaumburg-Lippe, Lippe, Birkenfeld und Waldeck-Pyrmont – mit dauerhaftem Sitz in Düsseldorf gegründet werden. Nachdem sich der Verein am 27. Juni 1882 in der Tonhalle zu Düsseldorf konstituiert und nach dem Vorbild des Bayerischen Gewerbemuseums Statuten verliehen hatte, erteilte ihm Kaiser Wilhelm I. durch Kabinettsorder vom 1. Oktober 1886 den Charakter einer juristischen Person. Zweck des Vereins war es, „die gewerbliche und kunstgewerbliche Thätigkeit im Vereinsgebiete zu heben, namentlich die Herstellung der Erzeugnisse in Bezug auf Schönheit der Form und technische Vollendung zu fördern und den Gewerbetreibenden die Hülfsmittel der Kunst und Wissenschaft zugänglich zu machen.“

### Gründungsväter
Zum 36-köpfigen Verwaltungsrat des Vereins gehörten anfangs folgende Personen:
- Wilhelm zu Wied (Landtagsmarschall der Rheinprovinz)
- Moritz von Bardeleben (Oberpräsident der Rheinprovinz)
- Friedrich von Kühlwetter (Oberpräsident der Provinz Westfalen)
- Carl Gisbert Wilhelm von Bodelschwingh-Plettenberg (Landtagsmarschall der Provinz Westfalen)
- Robert Eduard von Hagemeister (Regierungspräsident von Düsseldorf)
- Wilhelm Becker (Oberbürgermeister von Düsseldorf)
- Heinrich Berg (Bauunternehmer aus Düsseldorf)
- Boch (Kommerzienrat aus Mettlach)
- Henry Axel Bueck (Generalsekretär des Verein zur Wahrung der gemeinsamen wirtschaftlichen Interessen in Rheinland und Westfalen)
- Friedrich Gottlieb Conzen (Hofvergolder aus Düsseldorf)
- August Courth (Justizrat in Düsseldorf)
- Julius Curtius (Kommerzienrat aus Duisburg)
- Albert Dreyer (Fabrikant aus Bochum)
- Carl Dietze (Ingenieur aus Düsseldorf)
- Carl Friederichs (Kaufmann aus Remscheid)
- Philipp Grotjohann (Maler aus Düsseldorf)
- Theobald Haniel (Unternehmer aus Ruhrort)
- Alexander von Heimendahl (Kommerzienrat aus Krefeld)
- Hilger Hertel (Diözesanbaumeister aus Münster)
- Friedrich Heinzerling (Professor der RWTH Aachen)
- Dr. E. Jansen (Fabrikant aus Dülken)
- Dr. Königs (Regierungsrat aus Düsseldorf)
- Friedrich Alfred Krupp (Direktor der Krupp-Gussstahlfabrik)
- Heinrich Lueg (Mitinhaber der Maschinenfabrik Haniel & Lueg)
- Heinrich Macco (Vorsitzender des Berg- und Hüttenmännischen Vereins Siegen)
- Theodor Möller (Mitinhaber der Maschinenfabrik K. & Th. Möller in Brackwede)
- Georg Oeder (Maler aus Düsseldorf)
- Jean Louis Piedbœuf (Fabrikant aus Düsseldorf)
- Wilhelm Quack (Präsident der Handelskammer Düsseldorf)
- Fritz Roeber (Maler aus Düsseldorf)
- Adolf Schill (Maler und Professor der Kunstakademie Düsseldorf)
- Alexander Schnütgen (Vikar am Kölner Dom)
- Louis Simons (Fabrikant aus Elberfeld)
- Christian Gottfried Trinkaus (Bankier der Privatbank Trinkaus aus Düsseldorf)
- Hugo Troost (Fabrikant aus Hückeswagen)

Der Verwaltungsrat wählte einen Vorstand mit folgenden Personen:
- Heinrich Lueg (Vorsitzender)
- Wilhelm Becker (Stellvertreter)
- Christian Gottfried Trinkaus (Schatzmeister)
- Adolf Schill
- Philipp Grotjohann
- Julius Curtius
- Louis Simons
- Dr. E. Jansen

Zum Direktor des Vereins wurde am 9. November 1882 der österreichische Kunsthistoriker Heinrich Frauberger berufen. Am 16. November 1882 trat er sein Amt an.

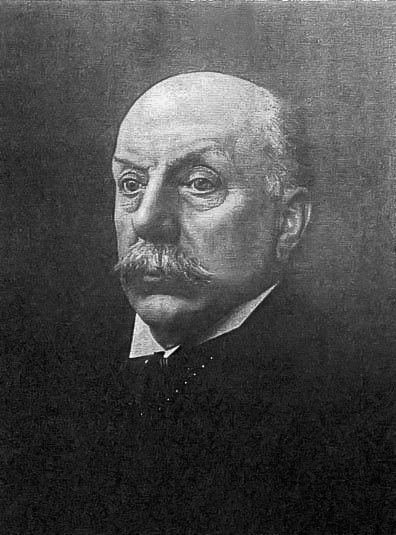
Heinrich Lueg, Verwaltungsratsmitglied und Vorstandsvorsitzender des Vereins von 1882 bis 1917
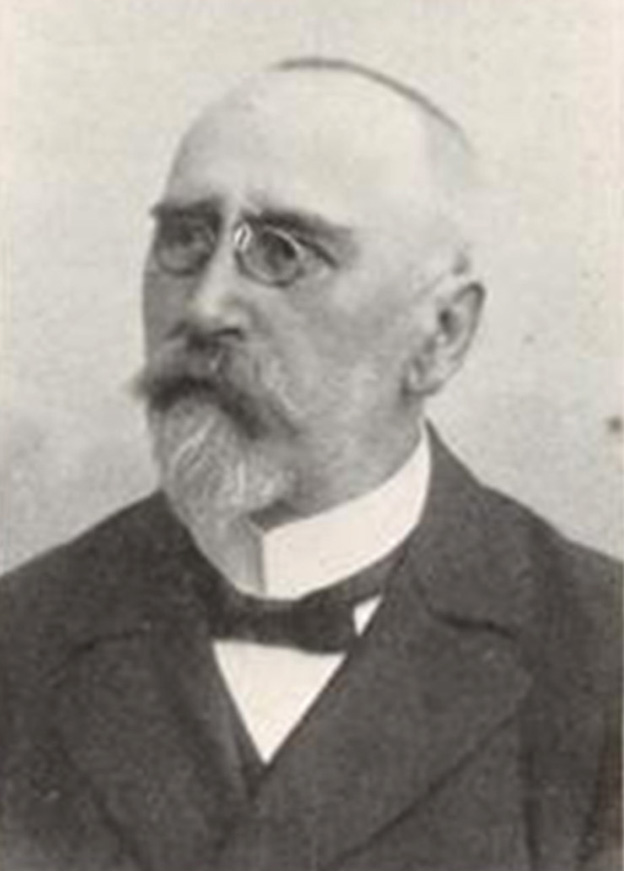
Heinrich Frauberger, Gründungsdirektor des Vereins und seines Kunstgewerbemuseums

### Tätigkeiten
Unter Fraubergers Leitung wurde bis zum Frühjahr 1883 ein erstes Kunstgewerbemuseum im Erdgeschoss des Gebäudes der Kunstgewerbeschule Düsseldorf am Burgplatz 3 eingerichtet. In seiner Eröffnungsansprache am 9. Mai 1883 nahm sich Frauberger für das Museum und den ihn tragenden Verein nach den Vorbildern des South Kensington Museums, des k. k. Österreichischen Museums für Kunst und Industrie und des Bayerischen Gewerbemuseums zum Ziel, die kunstgewerbliche Produktion des Rheinlandes und Westfalens zu heben.
Dem Verein traten zahlreiche Handwerker und Künstler bei. Für das Jahr 1894 kam er auf eine Mitgliederzahl von rund 16.000, für das Jahr 1903 auf rund 20.000. Um über Mitgliederbeiträge hinaus Einnahmen zu generieren, gab er Anteilsscheine heraus, die namhafte Industrielle zeichneten,  zu einem beträchtlichen Anteil auch die Stadt Düsseldorf. Außerdem gelang es dem Verein bald, vom Provinziallandtag der Rheinprovinz einen laufenden Zuschuss von 10.000 Mark bewilligt zu bekommen. Die Einnahmen verwandte eine Ankaufskommission, der Fritz Roeber vorsaß und der die Maler Schill, Grotjohann und Oeder angehörten, zum Aufbau einer Sammlung. Als Schenkung kam bereits im März 1883 die Eduard-Böninger-Sammlung mit 3000 bedeutenden ethnografischen und kunstgewerblichen Gegenständen aus Japan, China, Indien, der Türkei und Mexiko, insbesondere japanischen Rüstungen, Waffen und Gewändern, in den Vereinsbesitz. Auch Leihgaben aus Privatbesitz vergrößerten den Fundus. Der Aachener Kunsthistoriker Franz Bock wurde engagiert, um für den Verein nach weiteren Exponaten Ausschau zu halten. So gelangen weitere Erwerbungen:
- 1884: eine mehrere tausend Nummern zählende Textilsammlung
- 1885: eine Sammlung von Ledertapeten, Teppichen und Besteck
- 1886: eine Kollektion von Holzfüllungen, Schmuckkästen, Fayencen, Eisen- und Bronzearbeiten deutschen und italienischen Ursprungs sowie weitere Arbeiten aus Kupfer und Eisen
- 1887: eine Sammlung orientalischer Gegenstände über alle Zweige des Kunsthandwerks
- 1888: eine Sammlung koptischer Stoffe, Gewänder und Fußbekleidungen, ferner eine Kollektion von Drechslerarbeiten
- 1889: eine Sammlung spanischer und portugiesischer Altertümer
- 1890: eine Sammlung alter Küchengeräte, ein Damaszener Zimmer (gestiftet von Friedrich Alfred Krupp), verschiedene orientalische Objekte aus Kupfer, Zink, Leder, Holz und Keramik, eine Kollektion antiken Schmucks aus Zypern

Bis Mitte 1896 konnte ein Fundus von 17.038 Originalgegenständen und rund 1000 Gipsabgüsse nach Originalen im Eigentum des Vereins verzeichnet werden.
Als noch wichtiger als das Museum erachtete Direktor Frauberger die Mustersammlung und Fachbibliothek des Vereins. Neben Fachschriften wurden in Form von Fotografien und illustrierten Tafelwerken 235 Mappen mit rund 27.000 Vorlageblättern zusammengestellt und in einem Lesezimmer jedermann zum Studium zur Verfügung gestellt. Bis Juli 1896 besuchten 52.410 Personen diese Einrichtung. Darüber hinaus wurden Vereinen und eigenen Mitgliedern Auskünfte und Expertisen erteilt. Außerdem unternahmen Bedienstete des Vereins Reisen in kleinere Orte, um dortige Hausindustrien anzuleiten. Ferner beteiligte sich der Verein an 35 anderen Vereinen oder beteiligte sich an 18 Gründungen. Davon lagen 29 in der Rheinprovinz, 16 in der Provinz Westfalen, 6 im Fürstentum Lippe und 2 im oldenburgischen Fürstentum Birkenfeld. Durch 361 Vortragsveranstaltungen, die bis 1896 abgehalten wurden, erreichte der Verein ein Publikum von etwa 30.000 Personen. Darüber hinaus organisierte er Wanderausstellungen, davon 37 in der Rheinprovinz, 26 in der Provinz Westfalen, 6 im Fürstentum Lippe und 2 im Fürstentum Birkenfeld.
Im Bereich der Kunstförderung betätigte sich der Verein 1908 durch Ausschreibung eines Wettbewerbs für den Industriebrunnen. Er sollte an die Industrie- und Gewerbeausstellung Düsseldorf 1902 erinnern und wurde 1913 vor dem Kunstpalast am Rheinufer eingeweiht.
Durch den Ersten Weltkrieg und die nachfolgende Rheinlandbesetzung wurden die Tätigkeiten des Vereins stark eingeschränkt. Bereits Ende 1916 stellte die Monatszeitschrift Westdeutsches Gewerbeblatt. Organ des Central-Gewerbe-Vereins für Rheinland, Westfalen und benachbarte Bezirke ihr Erscheinen ein. Seit 1883 war sie von Frauberger redigiert und im Verlag von August Bagel herausgegeben worden, seit 1886 hatte sie dem Kunstgewerbeblatt beigelegen. Nachfolger von Direktor Frauberger, der 1920 verstarb, wurde sein Assistent, der Architekt Wilhelm Zaiser (1867–1959). Den Vorsitz des Vorstandes hatte nach Luegs Tod der Industrielle Emil Kirdorf übernommen. Im Zuge einer Reorganisation der Düsseldorfer Museumslandschaft, die zur Vorbereitung der GeSoLei 1926 in Angriff genommen wurde, kam es zur Auflösung des Kunstgewerbemuseums und des ihn tragenden Vereins.

### Museumsneubau

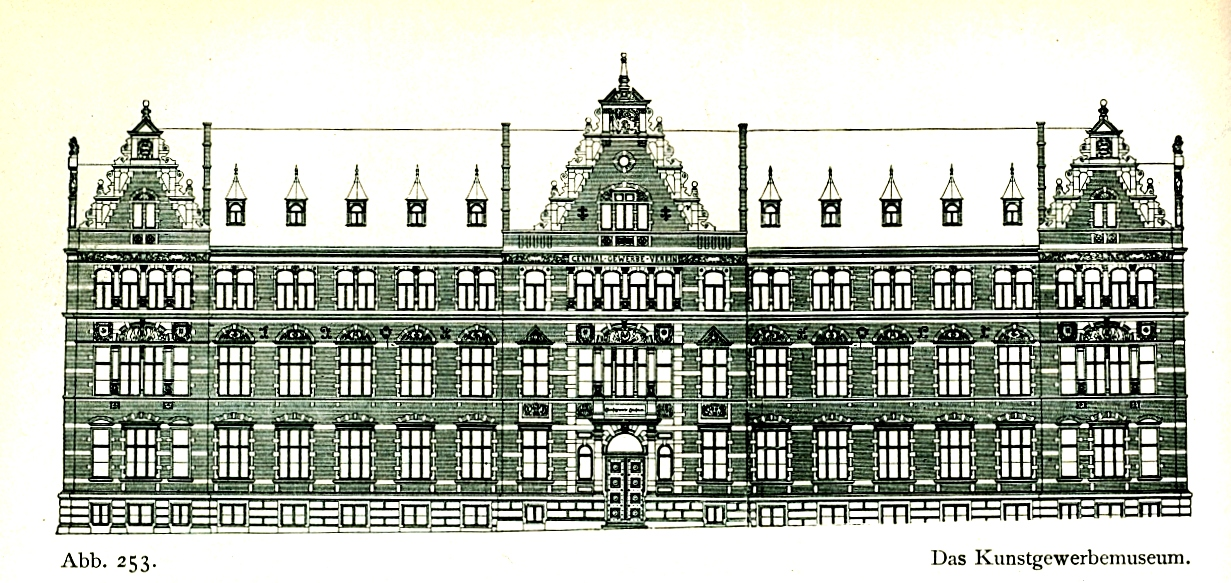
Hauptfassade des Kunstgewerbemuseums Düsseldorf, 1906

Im Verein wurde die Frage eines Museumsbaus ab 1885 immer energischer diskutiert. Am 3. Juni 1887 fasste er der Vereinsvorstand unter Leitung von Regierungspräsident Hans Hermann von Berlepsch den Beschluss, nach einem Vorentwurf der Architektengemeinschaft Boldt & Frings ein neues Kunstgewerbemuseum Düsseldorf am Friedrichsplatz zu errichten. Zwei weitere Jahre, die nötig waren, um die Finanzierung aus öffentlichen Zuschüssen und freiwilligen Mitgliederbeiträgen zu klären, gingen ins Land, ehe am 19. April 1889 eine Baukommission gebildet wurde und am 30. April 1889 die Düsseldorfer Stadtverordnetenversammlung neben einem Zuschuss auch den Bauplatz übereignete. In einem Architekturwettbewerb wurde ein Bauplan für den Neubau ermittelt, den der Architekt Karl Hecker durch einen Entwurf in Formen der niederländischen Renaissance gewann. Weitere Jahre der Detail- und Ausführungsplanung verstrichen, bevor nach einem noch notwendigen weiteren Beschluss der Stadtverordnetenversammlung am 26. April 1893 die Ausschachtungsarbeiten und die weiteren Baumaßnahmen unter Leitung von Hecker und seinem Mitarbeiter Franz Deckers begonnen werden konnten. Am 30. Oktober 1896 weihte man das Kunstgewerbemuseum Düsseldorf feierlich ein.